# Stanisław Słoński

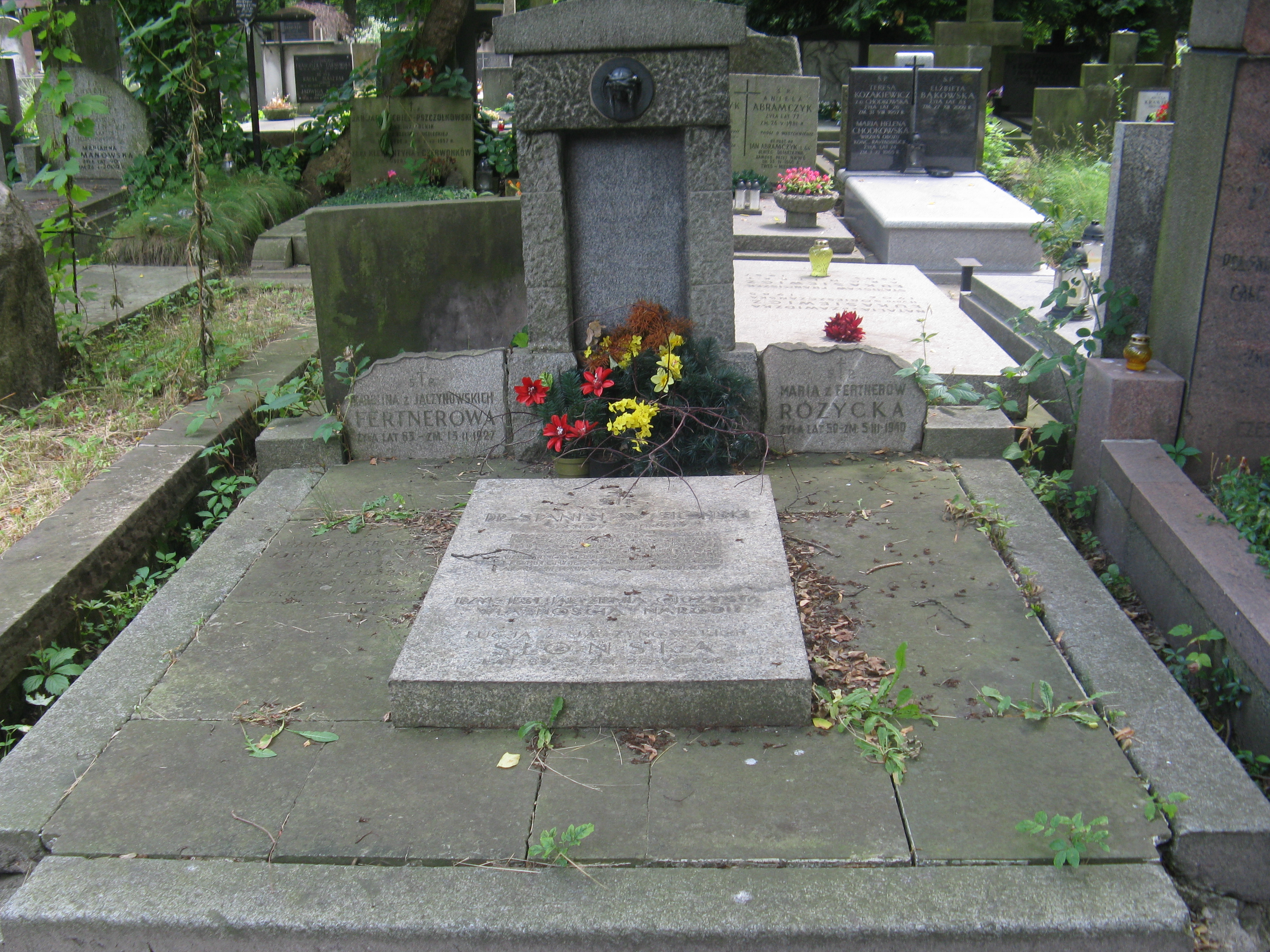
Grób Stanisława Słońskiego na cmentarzu Powązkowskim

Stanisław Słoński (ur. 9 października 1879 w Michałowicach, zm. 8 marca 1959 w Warszawie) – polski językoznawca, slawista.

## Życiorys
Urodził się w wielodzietnej rodzinie Franciszka (zm. 1907) i Marii z Fagońskich (zm. 1910). W 1898 roku ukończył V Gimnazjum w Warszawie, a następnie studiował na Uniwersytecie Jagiellońskim. Powrócił jednak do Warszawy i studiował prawo na Cesarskim Uniwersytecie Warszawskim, który ukończył w 1903 roku. Później zaczął studia na uniwersytetach niemieckich w Heidelbergu, a przede wszystkim w Lipsku (1904–1907). Po powrocie do Warszawy przez osiem lat (1907–1915) był nauczycielem języka polskiego w pięciu gimnazjach warszawskich, w tym w Gimnazjum Mariana Rychłowskiego. Został wiceprezesem Polskiego Związku Nauczycielskiego.
W latach 1907–1918 wykładowca języka polskiego na Wydziale Humanistycznym Towarzystwa Kursów Naukowych w Warszawie. Po powstaniu Uniwersytetu Warszawskiego w 1915 roku był organizatorem i pierwszym kierownikiem „Seminarium Słowiańskiego” na Wydziale Humanistycznym na tej uczelni. Ze względu na swoje osobiste zainteresowania nadał mu zachodnio- i południowosłowiański profil lingwistyczny. W 1920 ochotniczo służył w Wojsku Polskim. W 1924 został profesorem Uniwersytetu Warszawskiego. W 1935 wykładał na uniwersytecie w Sofii. W 1936 przy Uniwersytecie Warszawskim był współzałożycielem Towarzystwa Przyjaciół Narodu Serbsko-Łużyckiego, którego został prezesem. 
W 1908 został członkiem Towarzystwa Naukowego Warszawskiego, a w 1934 Polskiej Akademii Umiejętności. W latach 1927–1939 był współredaktorem rocznika „Prace Filologiczne”, najstarszego polskiego czasopisma językoznawczego.
Po wojnie zaangażowany w prace Komitetu Słowiańskiego w Polsce.
Od 1903 był mężem Łucji z Jaczynowskich (1879–1968). Jego siostrzeńcem był Tadeusz Fritz.
Zmarł w Warszawie, pochowany na cmentarzu Powązkowskim (kwatera 101-6-17,18).

## Wybrane prace naukowe i publikacje
- Psałterz puławski (1916)
- Przyimki w polskim sandhi (1921)
- Tak zwane perfectum w językach słowiańskich (1923)
- Wybór tekstów starosłowiańskich (1926)
- O rzekomym wpływie łacińskiej Vulgaty na starosłowiański przekład ewangelii (1927)
- Historia języka polskiego w zarysie (1934)
- Index verborum do Euchologium Sinaiticum (1934)
- Słownik polskich błędów językowych (Warszawa, 1947)
- O języku Jana Kochanowskiego (1949)
- Gramatyka języka starosłowiańskiego (1950)

## Ordery i odznaczenia
- Order Sztandaru Pracy II klasy (1957)[6]
- Krzyż Oficerski Orderu Odrodzenia Polski (28 września 1954)[7]
- Medal 10-lecia Polski Ludowej (19 stycznia 1955)[8]